# Anabasine
L'anabasine és un alcaloide de piridina (3-(2-piperidil)piridina) que es troba en la planta Nicotiana glauca, un parent proper de la planta tabaquera comú (Nicotiana tabacum). Químicament és similar a la nicotina. Es seu ús principal és com a insecticida.
L'anabasine és una agonista del receptor nicotínic de l'acetilcolina. En dosis altes es produeix un bloqueig de la despolarització de la transmissió nerviosa que pot causar símptomes similars als de la intoxicació per nicotina.